# Cirrhilabrus roseafascia
Cirrhilabrus roseafascia là một loài cá biển thuộc chi Cirrhilabrus trong họ Cá bàng chài. Loài này được mô tả lần đầu tiên vào năm 1982.

## Từ nguyên
Từ định danh roseafascia được ghép bởi hai âm tiết trong tiếng Latinh, rosea ("hồng") và fascia ("dải sọc"), hàm ý đề cập đến dải sọc màu hồng sẫm dọc theo lưng của loài cá này.

## Phạm vi phân bố và môi trường sống
C. roseafascia được ghi nhận tại Nouvelle-Calédonie, Philippines, Palau, Fiji, quần đảo Samoa và phía bắc rạn san hô Great Barrier (Úc), cũng như tại đảo san hô Holmes trên biển San Hô.
C. roseafascia sống gần các rạn san hô trên nền đá vụn ở độ sâu khoảng 30–100 m, nhưng ở Great Barrier, loài này đã được tìm thấy ở độ sâu đến 155 m.

## Mô tả
Chiều dài lớn nhất được ghi nhận ở C. roseafascia là 10 cm.
Cá đực có màu hồng ửng đỏ, vàng cam ở gáy và lưng. Một dải sọc màu hồng sẫm dọc theo lưng, băng qua mắt và dừng ở môi trên. Một sọc ngắn và mỏng hơn có cùng màu nằm trên má, ngay dưới hốc mắt. Vây lưng và vây hậu môn trong suốt, thường phớt màu xanh lục; vây lưng trước thường sẫm màu vàng. Vây bụng ngắn, có một đốm màu xanh lam thẫm, được viền màu xanh lơ. Vây đuôi bo tròn ở cá cái nhưng có hình mũi giáo thuôn dài ở cá đực, màu hồng trong mờ với các sọc chéo màu xanh lam.
Cá đực mùa giao phối có màu sắc nổi bật hơn bình thường. Các vệt xanh trên vây đuôi sáng màu hơn. Sọc hồng đặc trưng ở lưng chuyển sang màu hoa cà nhạt, và vây lưng và vây hậu môn chuyển sang màu trắng. Cá cái có nhiều chấm trắng ở thân trên.
Số gai ở vây lưng: 11; Số tia vây ở vây lưng: 9; Số gai ở vây hậu môn: 3; Số tia vây ở vây hậu môn: 9; Số tia vây ở vây ngực: 15; Số gai ở vây bụng: 1; Số tia vây ở vây bụng: 5.

## Phân loại học
C. roseafascia thuộc nhóm phức hợp loài Cirrhilabrus jordani cùng với những loài khác là Cirrhilabrus shutmani, Cirrhilabrus earlei, Cirrhilabrus lanceolatus, Cirrhilabrus rubrisquamis, Cirrhilabrus sanguineus, Cirrhilabrus blatteus, Cirrhilabrus wakanda và Cirrhilabrus claire.

## Thương mại
C. roseafascia ít được thu thập trong ngành buôn bán cá cảnh do chúng sống ở những vùng nước khá sâu, nếu có thì loài này được bán với giá khoảng 100 USD tại Hoa Kỳ.